# Cuyahoga County
Cuyahoga County er et county i den amerikanske delstat Ohio. Amtet ligger nordøstligt i delstaten ved Lake Erie og grænser op imod Lake County i nordøst, Geauga County i øst, Summit County i sydøst, Medina County i sydvest, Lorain County i vest og mod Portage County i sydøst. Amtet grænser desuden op imod Ontario i Canada over Lake Erie i nord.
Cuyahoga Countys totale areal er 3.226 km², hvoraf 2.038 km² er vand. I 2000 havde amtet 1.393.978 indbyggere og er Ohios folkerigeste amt.
Amtets administrationscenter ligger i byen Cleveland.
Amtet blev grundlagt i 1810 og har fået sit navn efter floden Cuyahoga River, som har sit navn efter det indianske ord for bugtet flod. 
Tidligere præsident James A. Garfield er født i amtet.
En del af Cuyahoga Valley nationalpark ligger i countyet. 

## Demografi
Ifølge folketællingen fra 2000 boede der 1,393,978 personer i amtet. Der var 571,457 husstande med 354,874 familier. Befolkningstætheden var 1,174 personer pr. km². Befolkningens etniske sammensætning var som følger: 67.35 % hvide, 27.45 % afroamerikanere, 0.18 % indianere, 1.81 % asiater, 0.02 % fra Stillehavsøerne, 1.50 % af anden oprindelse og 1.68 % fra to eller flere grupper.
Der var 571,457 husstande, hvoraf 28.50% havde børn under 18 år boende. 42.40 % var ægtepar, som boede sammen, 15.70 % havde en enlig kvindelig forsøger som beboer, og 37.90 % var ikke-familier. 32.80 % af alle husstande bestod af enlige, og i 12.10 % af tilfældene boede der en person som var 65 år eller ældre.
Gennemsnitsindkomsten for en hustand var $39,168 årligt, mens gennemsnitsindkomsten for en familie var på $49,559 årligt.

## Eksterne links
- Wikimedia Commons har flere filer relateret til Cuyahoga County
- Cuyahoga County Home Page
- Cuyahoga County Planning Commission

41°32′24″N 81°39′36″V / 41.54000°N 81.66000°V